# Tyron Smith
Pour les articles homonymes, voir Smith.
(en) Statistiques sur pro-football-reference
Tyron Smith , né le 12 décembre 1990 à Los Angeles en Californie, est un joueur américain de football américain évoluant au poste d'offensive tackle.

## Biographie

### Carrière universitaire
Étudiant à l'université de Californie du Sud, il a joué pour les Trojans d'USC de 2008 à 2010.

### Carrière professionnelle
Il est sélectionné lors de la Draft 2011 à la 9e place par les Cowboys de Dallas.
En juillet 2014, il signe une prolongation de contrat de huit ans pour 98 millions de dollars.
Il est sélectionné au Pro Bowl 2013.